# كالمنتان الوسطى
مقاطعة كالمنتان الوسطى أو كالمنتان_تنغاه (بالإندونيسية: Kalimantan Tengah)‏، هي إحدى مقاطعات إندونسيا. عاصمتها بالانغكارايا.

## جزر المقاطعة
من أهم جزر المقاطعة:
- جزيرة دامار (كالمنتان) ، (وهي غير جزيرة دامار (مالوكو))
- جزيرة بوايا
- جزيرة بورونغ
- جزيرة بانينغ